# Cupido

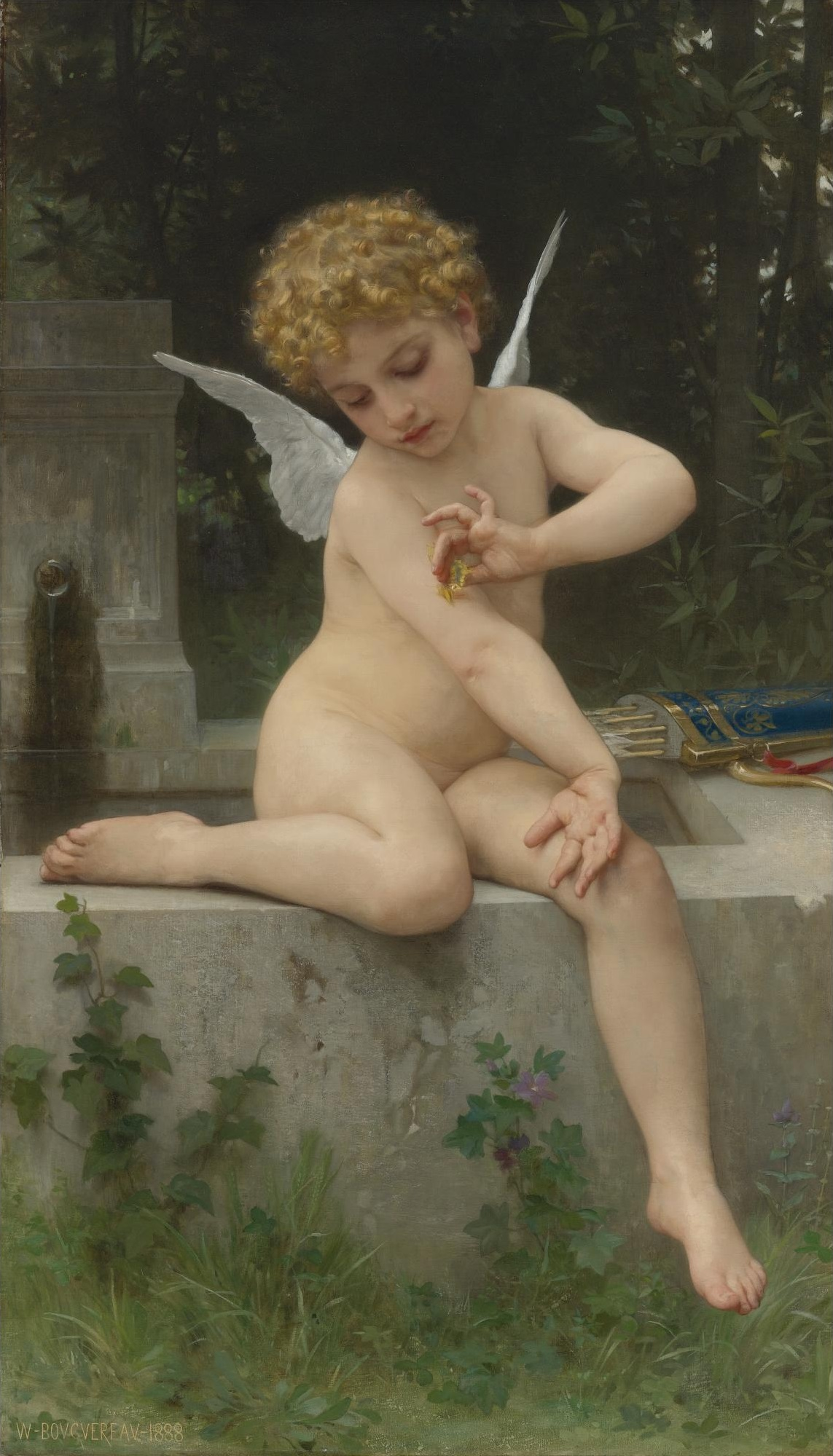
Cupido con una mariposa, obra de William-Adolphe Bouguereau. 1888.

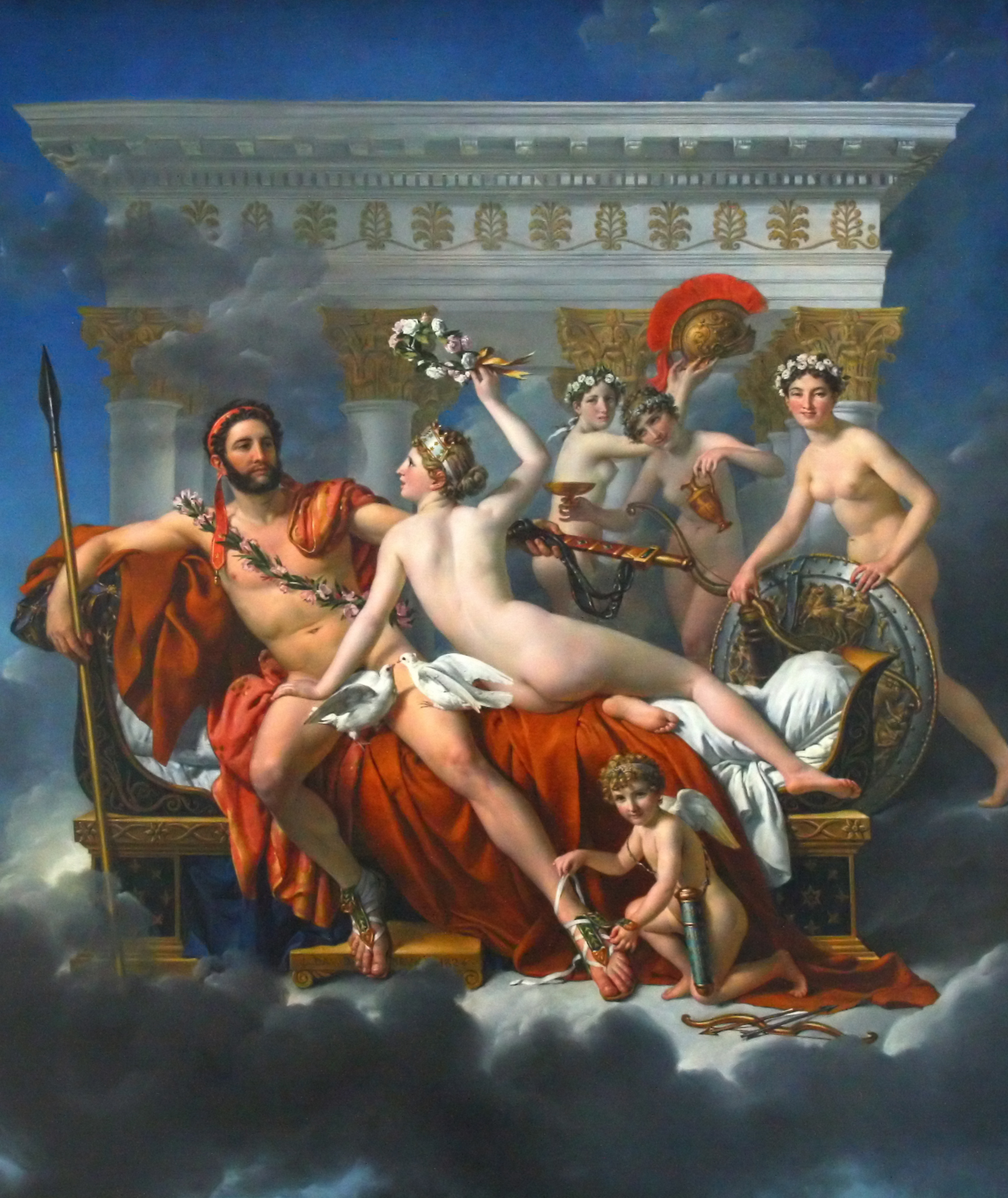
Marte desarmado por Venus, obra de Jacques-Louis David (1824). Según la versión más difundida, Cupido es hijo de Venus y de Marte.

Cupido (en latín: Cupīdo, ‘Deseo’; en italiano: Cupido; en griego Κούπιντο; llamado también Amor, -ris en la poesía latina)  es, en la mitología romana, el dios del amor y el deseo amoroso.  Fue precisamente el nombre que el poeta Virgilio, en la Eneida, dio al hijo de Venus.  Es representado como un muchacho desnudo y alado;  las representaciones plásticas de Cupido como un angelote se hicieron proverbiales en el acervo cultural. A Cupido o el Amor se lo representa con alas, antorcha, aljaba, arco y flechas. Es un niño tierno, regordete, gracioso, travieso y malicioso. O bien un efebo audaz sin piedad, desnudo, con ojos vendados y una vista penetrante.  Su equivalente en la mitología griega es Eros. Los Mitógrafos Vaticanos nos dicen que Cupido era hijo de Venus sin padre, pero otros dicen que el amante de Venus y padre de Cupido era Marte o Vulcano, o incluso Cupido pudiera ser hijo del Caos y una de las fuerzas fundamentales del mundo. También dicen que hay dos Amores, el casto y el impuro.

## Etimología
«Cupido» es una palabra latina emparentada con otras cuya etimología gira en torno al «deseo». Cupiditas: Deseo vehemente, apetito, ansia, pasión. Cupidus: Deseoso, ansioso, apasionado, el que ama y desea con pasión.  Como nombre propio, Cupido pasó sin variación del latín al español, tomándolo del nominativo y no del acusativo, como es costumbre. 

## Mito

### Ascendencia y naturaleza
Existen varias versiones acerca del nacimiento de Cupido. Según Séneca, es hijo de Venus y de Vulcano. Virgilio dice que Cupido es hijo de Júpiter y de su propia hija Venus, de modo que Júpiter era a la vez su padre y su abuelo. Cicerón, en el tercer libro de De natura deorum, nos habla de hasta tres dioses Cupido. El primer nació de Mercurio y Diana, el segundo de Mercurio y Venus, y el tercero, que se identifica con Anteros, nació de Marte y Venus. Higino y Cicerón dicen que el Amor había nacido de la Noche y el Érebo. Bajo una lectura helenizante dice que el Amor es el ‘que afloja los miembros’, el ‘sensato’ y el de ‘dulces miembros’.  Cupido, como un dios joven hijo de Venus es violento y caprichoso; el Amor, como una fuerza primordial, es suave y deleitoso. Los poetas alternaban ambas facetas libremente.

### Cupido y Venus
Cupido nació en Chipre, como su madre, quien tuvo que esconderle en los bosques y dejar que fuera amamantado por fieras que solo con él eran piadosas. Venus no osaba tenerle consigo, temiendo el rigor de Júpiter, quien, previendo todo el mal que el niño haría al universo, pretendía fulminarlo al nacer. El destino, sin embargo, permitió que Cupido se mantuviera a salvo. Se formó hermoso como su madre, y audaz como su padre, e incapaz de ser guiado por la razón, a la manera de sus selváticas nodrizas. En el bosque fabricó un arco con madera de fresno, y flechas de ciprés. Tiempo después, Venus le regaló arco y flechas de oro. Además, se le concedió el poder de que ni los hombres ni los dioses, ni su propia madre ni aun su propio pecho fuesen inmunes a las heridas que produjeran sus flechas, como prueba el amor hacia Psique, al que él mismo se vio sometido. La nereida Tetis, el día de sus bodas con Peleo, obtuvo para Cupido el perdón de Júpiter, y la gracia de ser admitido entre los dioses patricios.
La paloma estaba consagrada a Venus y un mito nos lo hace saber. Una día Venus y Cupido bajaron a cierto prado para divertirse y ver quién era capaz de recoger más flores en una competición amistosa. Resulta que Cupido, por tener la rapidez de sus alas, consiguió reunir más flores. Pero cierta ninfa, llamada Perístera, corrió a auxiliar a Venus, la ayudó a recoger flores y además la declaró vencedora de la competición. Cupido, irritado, transformó a la ninfa en paloma, que los griegos dicen peristerá (περιστερά), pero desde entonces Venus acogió a ese ave bajo su protección.
Miguel de Cervantes, en el Capítulo XX de la segunda parte de Don Quijote de la Mancha, pone estos versos descriptivos en boca de Cupido:

«Yo soy el dios poderoso

en el aire y en la tierra

y en el ancho mar undoso

y en cuanto el abismo encierra

en su báratro espantoso.

Nunca conocí qué es miedo;

todo cuanto quiero puedo,

aunque quiera lo imposible,

y en todo lo que es posible

mando, quito, pongo y vedo.»

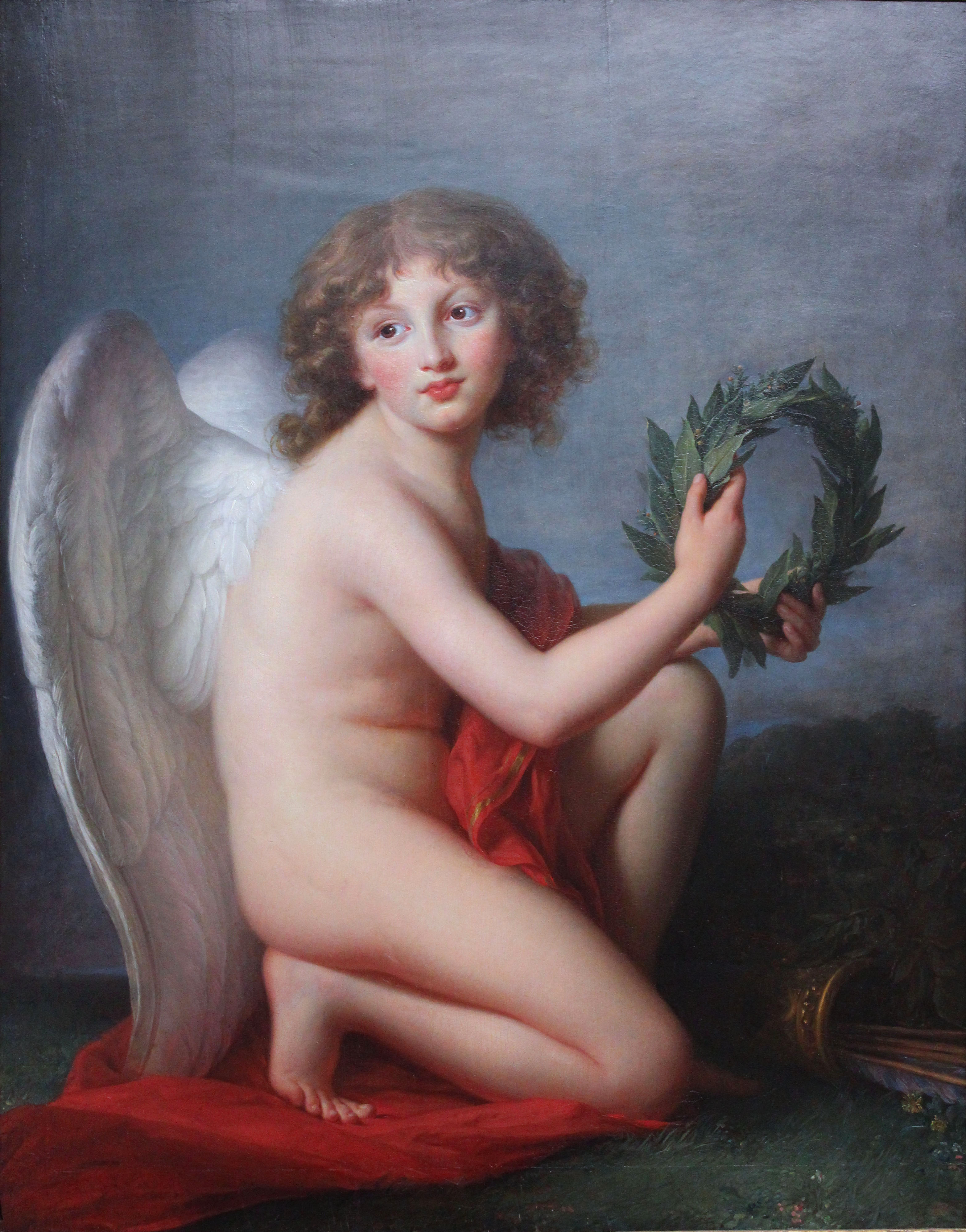
Retrato del príncipe Enrique Lubomirski como el Amor, obra de Vigée-Lebrun, 1789.

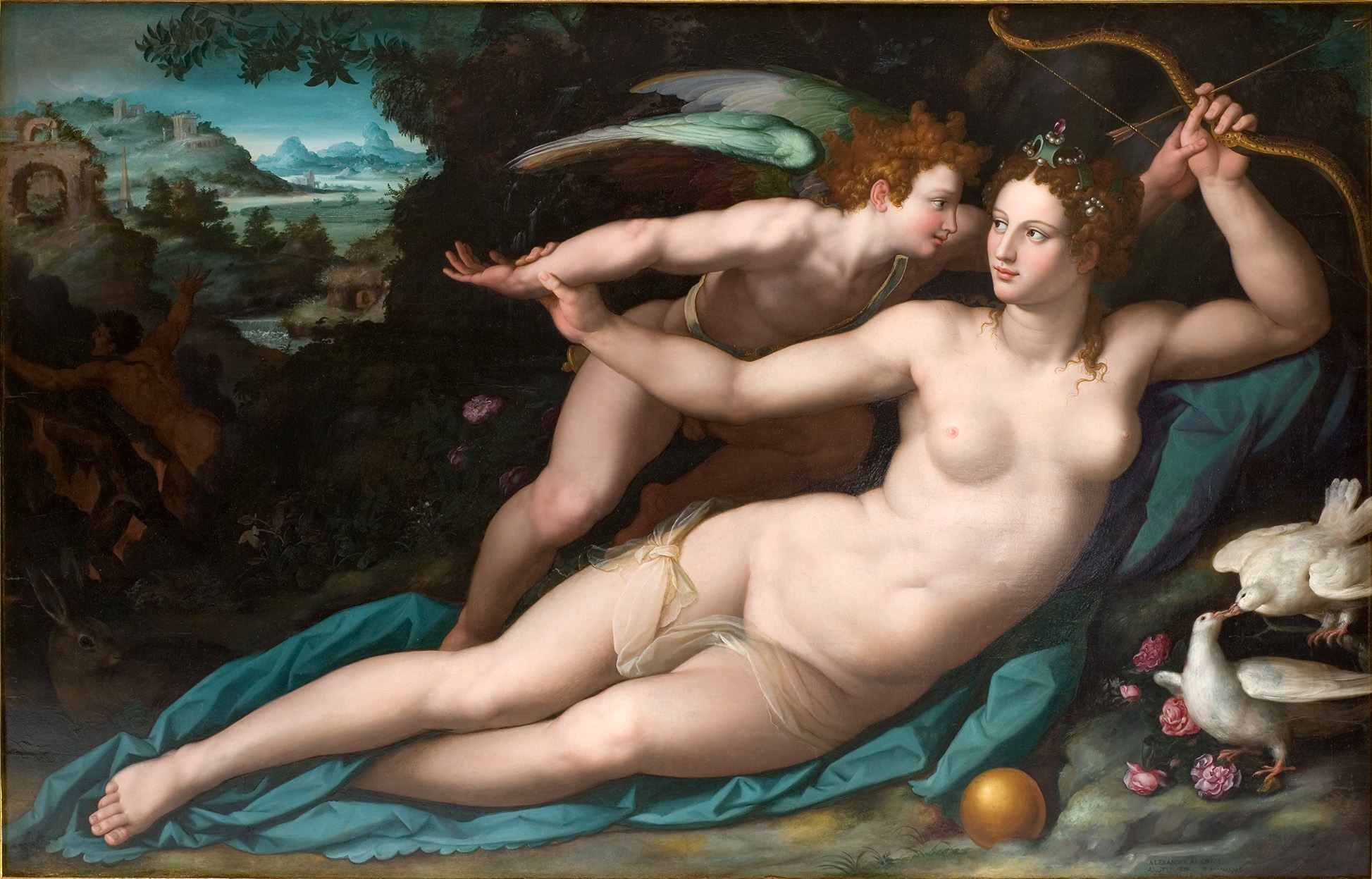
Venus y Cupido, de Alessandro Allori. Museo Fabre, Montpellier.

Venus se preocupaba porque su hijo no maduraba y no crecía, así que consultó con el oráculo de Temis, que le dijo: «El amor no puede crecer sin pasión». Venus no entendió estas palabras hasta que nació su otro hijo, Anteros, que es el dios del amor correspondido y la pasión, o amor que corresponde al primero, y con el que Cupido no siempre está unido. Por eso se representa a Cupido como un niño con alas, para indicar que el amor suele pasar pronto, y con los ojos vendados para probar que el amor no ve el mérito o demérito de la persona a quien se dirige, ni sus defectos, mientras se fija en ella. Cupido además va armado con arco, carcaj y flechas.  Cuando Anteros y Cupido andaban unidos, este se transformaba en un joven hermoso, pero cuando se separaban volvía a ser un niño con los ojos vendados, un amor «travieso y ciego», como era representado.

### Las flechas de Cupido
Cupido lleva dos tipos de flechas o dardos: una con una punta de oro afilada y la otra con una punta roma de plomo. La persona herida por la flecha de oro se llena de un deseo incontrolable pero la alcanzada por la de plomo siente aversión y solo desea huir. El poeta latino Ovidio describe el uso de estas flechas en el primer libro de Las metamorfosis. Cuando Apolo se burla de Cupido por ser un arquero menos diestro, Cupido le dispara con la flecha de oro, pero alcanza al objeto de su deseo, la ninfa Dafne, con la de plomo. Atrapada por las insinuaciones de Apolo, Dafne reza a su padre, el dios del río Peneo, que la convierte en laurel, el árbol sagrado de Apolo. Es la primera de varias aventuras amorosas infructuosas o trágicas de Apolo.  Este tema se refleja de algún modo en la historia de Eco y Narciso, en la que la diosa Juno impone el amor de la ninfa Eco a Narciso, que está maldito por la diosa Némesis por ser egocéntrico e insensible a sus deseos.  En The Kingis Quair (‘El libro del rey’) un poema del siglo XV atribuido a Jacobo I de Escocia, Cupido ya tiene hasta tres flechas: la de oro para un «golpe» suave que se cura fácilmente, plata para otro más contundente, y acero para una herida de amor que nunca cicatriza.

### Cupido e Himeneo
Himeneo, dios del matrimonio, es, de acuerdo a una de las versiones de su nacimiento, hijo de Venus y de Baco, y por tanto, medio hermano de Cupido, a quien se le representa avivando la antorcha de Himeneo; es decir que el Amor aviva la pasión del matrimonio.

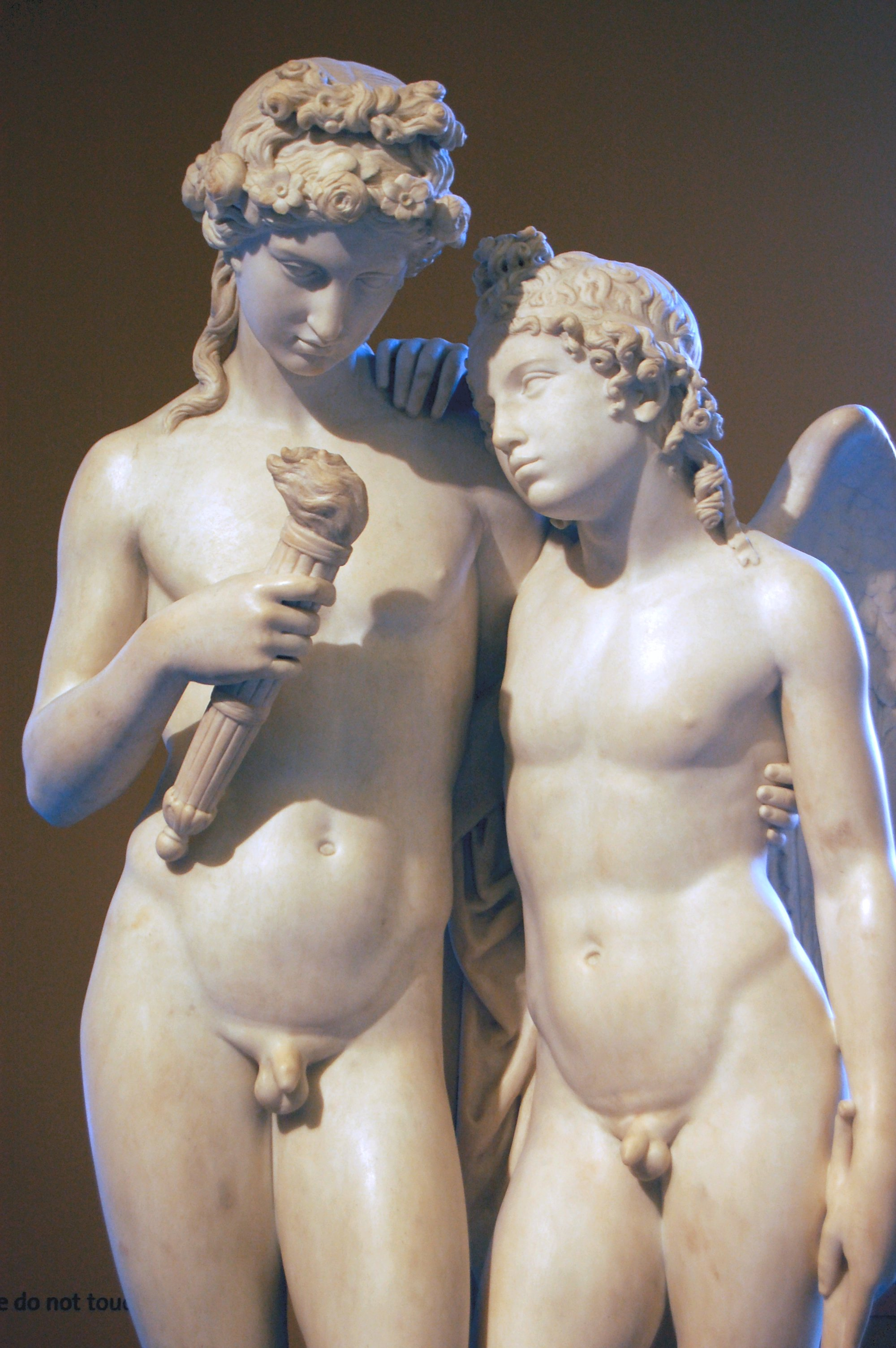
Cupido reaviva la antorcha de Himeneo. Obra de George Rennie.

José Agustín Ibáñez de la Rentería, en sus Fábulas en verso castellano, narró así esta leyenda:

Cupido e Himeneo

En los poetas leo

que Cupido riñó con Himeneo:

Venus, que a sus dos hijos bien quería,

en paz siempre ponerlos pretendía;

pero era empresa vana:

si paz tenían hoy, guerra mañana.

Al fin Venus cansada de quimeras

con harto sentimiento

en separarlos consintió de veras:

A los dioses dio cuenta de su intento,

que viendo de Himeneo la cordura,

y de Cupido la fatal locura,

al postrero en su ciego devaneo

a soledad perpetua condenaron,

y a la amistad sagrada destinaron

para fiel compañera de Himeneo.

### Cupido y Ninfea
Étienne Louis Geoffroy escribió La Higiene o El arte de conservar la salud, un poema en latín en el que reinventa el papel de Cupido. Se dice que este, irritado de los desprecios de la diosa Diana, tomó un día sus flechas, montó su arco, cogió una de ellas y la apuntó al corazón de Diana. La flecha voló a su blanco, pero no hirió a Diana, quien en un rápido movimiento logró esquivarla. Sin embargo, la flecha atravesó el seno de Ninfea, una de las ninfas de Diana.

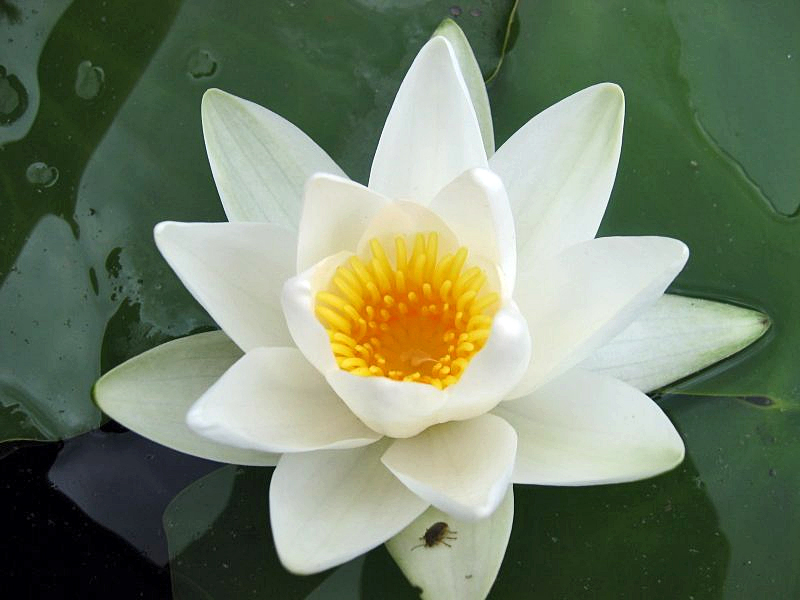
Nenúfar.

Ninfea quedó así enamorada, y su corazón experimentó lo que nunca antes había sentido; un ardor desconocido la consumía. Se debatió entonces entre un deseo ciego y el pudor. Maldijo las leyes austeras, y amargamente se quejó del yugo que le imponía la necesidad. Trató dentro de sí de arrancar la flecha, pero no pudo. Lanzando gemidos y quejas se lanzó a los bosques. «¡Oh, pudor! -exclamó-; tú, el más precioso y más bello adorno de una ninfa sagrada; si mi espíritu es culpable para contigo de un sentimiento vivo que te ofende, mi cuerpo todavía está inocente; que sea suficiente esta víctima para tu cólera excelsa; que esta pura onda me lave de un crimen que concebí para mi pena, y que mi voluntad con horror detesta.» Así dijo, y levantando al cielo sus ojos, anegados de lágrimas, se precipitó a las aguas. Sus compañeras mientras tanto la buscaban. Las dríades finalmente la encontraron. Diana deploró el horrible destino de Ninfea, pero no permitió que su cuerpo se sumergiera. Sobre las ondas del agua, lo hizo flotar, y lo convirtió en la flor que lleva por nombre nenúfar, de una blancura brillante, con un tallo majestuoso de anchas hojas verdes. Desde entonces, las aguas que rodean al nenúfar son tranquilas y calmas. 
Quiso Diana que, puesto que Ninfea había calmado los fuegos de la pasión del hijo de Venus en el frío elemento del agua, así mismo el nenúfar tuviera la propiedad de calmar, y de embotar los sentidos para no entregarse a los ardores de la voluptuosidad. Desde ese tiempo, las ninfas no temen ya a las flechas de Cupido, pues el humilde nenúfar las protege y les sirve como antídoto a los ataques del Amor.

### Cupido y Psique

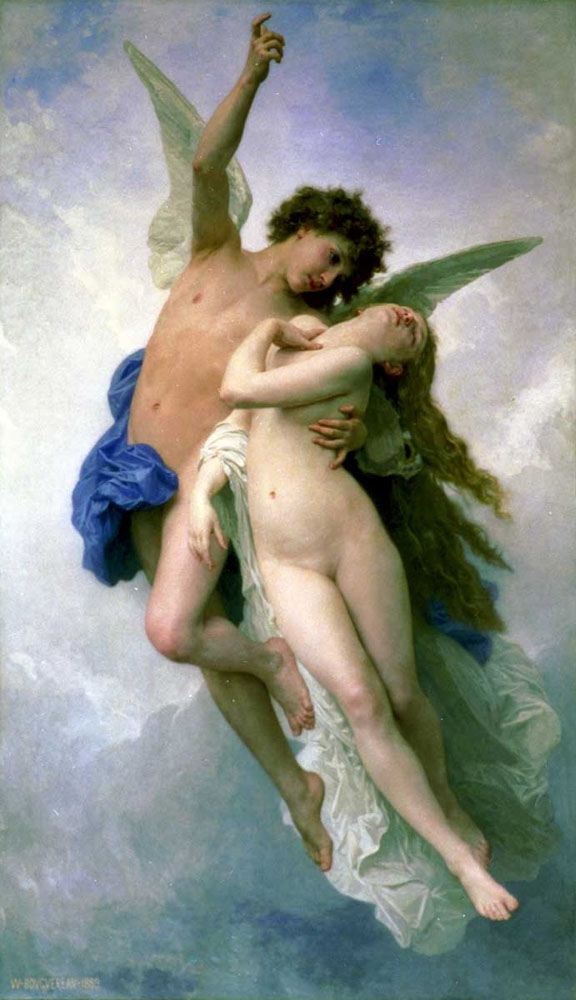
Cupido y Psique, de Bouguereau, 1889.

El escritor romano Apuleyo narró la historia de Cupido y Psique en su obra El asno de oro.
Cuenta Apuleyo que en cierta tierra remota hubo un rey y una reina, padres de tres hijas. La menor y más bella de todas se llamaba Psique (representación del alma). Su hermosura era tal que le dio renombre de ser una segunda Venus. Su padre, a través del Oráculo de Delfos, intentó conseguirle un esposo. El Oráculo le dijo que ella no estaba destinada a ningún mortal, «porque el amor del alma siempre es inmortal», sino a un dios deforme y temible para los otros dioses y hasta al mismo Plutón. Añadió también que debían abandonar a la princesa en un monte al borde de un precipicio, pero vestida con su traje de bodas. 
Venus, celosa de la belleza de Psique, pidió a Cupido que usara sus flechas doradas para hacer que Psique se enamorase del hombre más feo del mundo; Cupido accedió. Mientras eso pasaba, Psique fue a la cima de la montaña. Céfiro, el dios del viento del Oeste, llegó, la arrebató, y la condujo flotando suavemente en medio de un bosque, donde había un magnífico palacio, al parecer deshabitado. En ese momento apareció Cupido, quien al ver a Psique quedó prendado de su belleza.

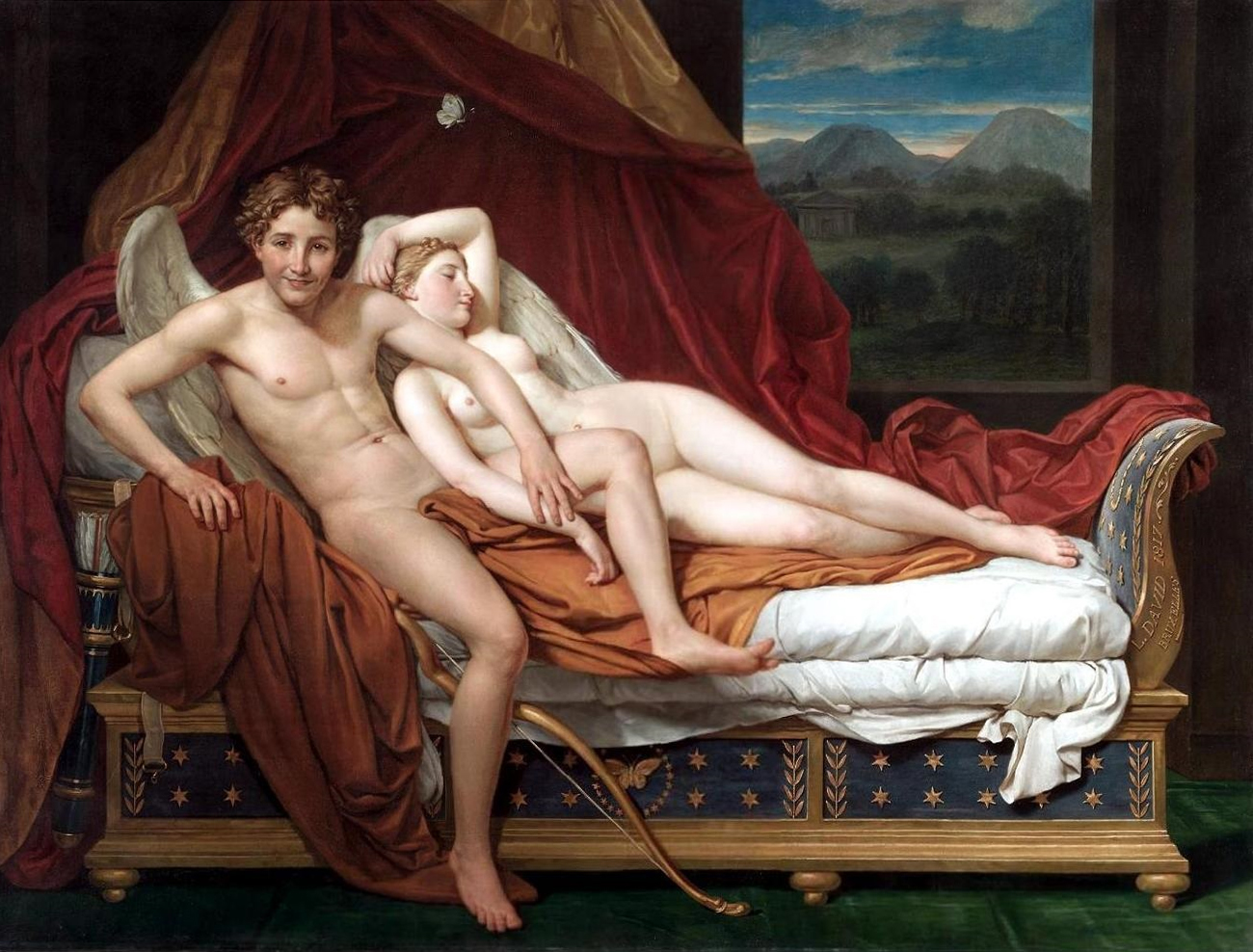
Cupido y Psique, de Jacques-Louis David.

Al entrar Psique al palacio, se sorprendió de hallarlo lleno de joyas y adornos. Llegada la noche, Cupido se unía a ella, y la dejaba antes de que amaneciera, recelando ser visto: muchas noches duró esto. Cupido pidió a Psique que no encendiese jamás ninguna lámpara porque no quería ser visto. La princesa se sentía muy segura cuando él la visitaba por las noches, aunque no viese su rostro, pues sentía que era el esposo anhelado.
El rey y la reina, preocupados después de un tiempo, enviaron a sus hijas en busca de Psique. Cupido prohibió a Psique que se dejara ver, pero viéndola entristecida y melancólica, consintió al fin que les hablase, a condición de que no siguiera sus consejos. Céfiro condujo al castillo a las hermanas de Psique, quien después de contarles las dichas que gozaba, les dio ricos presentes. En una segunda visita las hermanas descubrieron que Psique nunca veía a su marido, y celosas como estaban de que su hermana menor viviera tan bien en tan hermoso palacio, le dijeron que el Oráculo de Apolo había dicho que su esposo era un monstruo, seguramente una gran serpiente que acabaría con su vida de una manera horrible. 

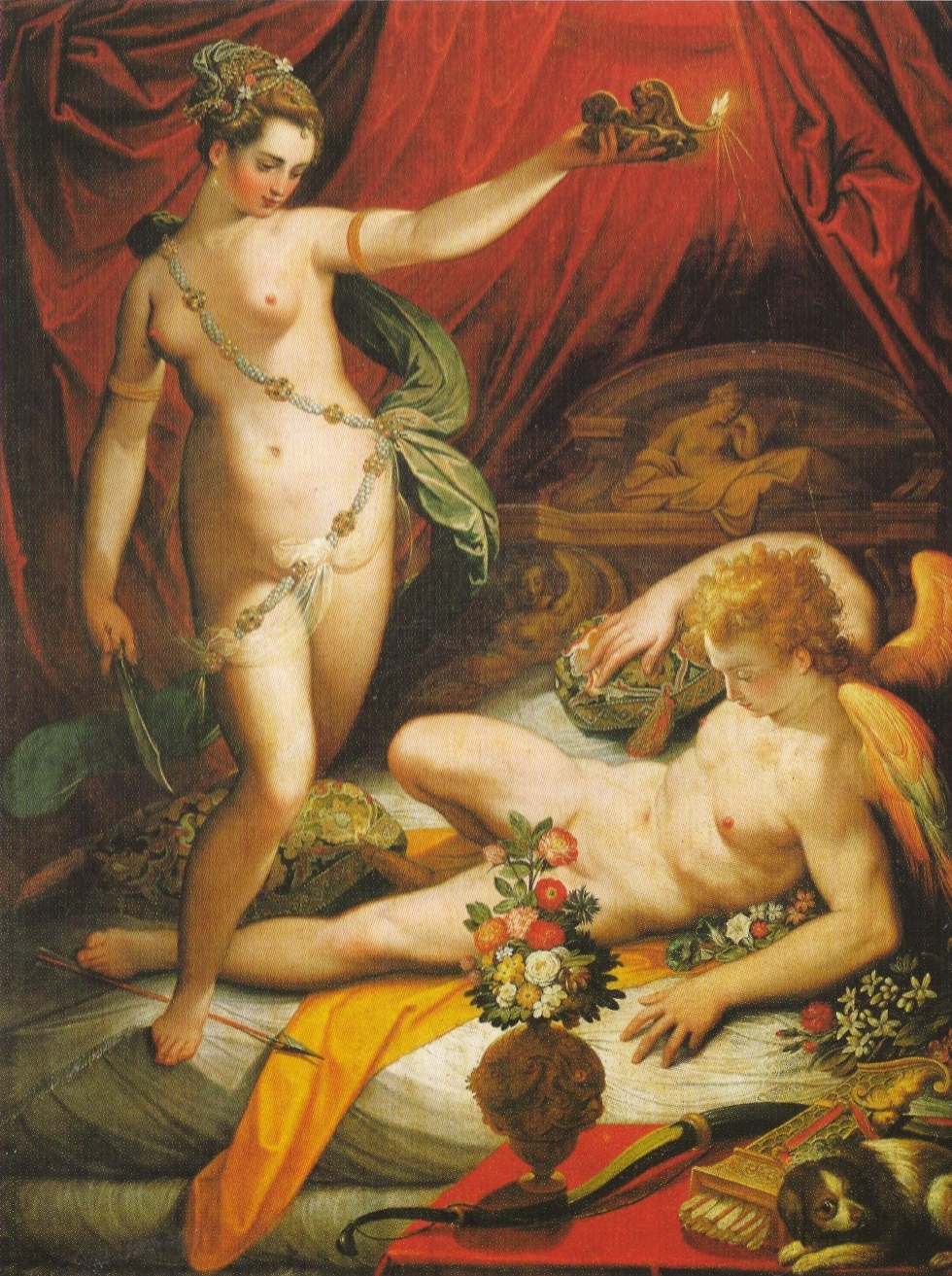
Cupido y Psique, óleo de Jacopo Zucchi, 1589.

Psique, aterrada por la funesta noticia, admitió el pérfido consejo de sus hermanas: a la noche siguiente, cuando su esposo dormía, se salió del lecho para tomar una espada con que darle muerte; mas en el instante en que tomó la lámpara, observó que en lugar de un monstruo era el dios Cupido el que dormía sobre el lecho. En el despecho de haber dudado de su felicidad, Psique toma la espada e intenta clavársela en el pecho, pero la espada se le cae de las manos; considera entonces usar el arco y las flechas de Cupido, pero se hiere un dedo al tocar una punta de flecha. Se vuelve para mirar de nuevo a su esposo, que le genera inmensa pasión, pero una gota de aceite de la lámpara cae en la espalda de Cupido; este despierta, y al instante emprende el vuelo. Psique intenta detenerlo tomándolo por un pie, pero la fuerza de Cupido es superior, y eleva a Psique. 
Acercándose a un ciprés, Cupido deja caer a Psique, reprochándole su desconfianza. Psique, desesperada, se precipita a un río, pero el agua la arroja en seguida a sus márgenes. Se encuentra con el dios Pan, que trata de consolarla. Errando por el bosque, Psique llega al fin a casa de una de sus hermanas, y le dice, para vengarse, que Cupido la ha amenazado con casarse con una de ellas. Ilusionada, la hermana de Psique, corre al precipicio desde donde esperaba que apareciese Céfiro para conducirla, como había hecho con Psique, al palacio de Cupido. Cuando sintió un extraño viento sobre su rostro, la muchacha se lanzó al precipicio creyendo que Céfiro la sostendría, pero pereció miserablemente. Psique se vengó de la misma manera con su otra hermana.
Venus, al enterarse de que su hijo sufría un cruel dolor, creyó su deber ir en busca de Psique para hacerla sufrir por su temeridad. Psique, desde hacía días, caminaba por el bosque en busca del palacio de su amado Cupido. Habiendo llegado cerca de un templo, hizo un manojo de espigas que encontró esparcidas en el suelo, y las ofreció a Ceres, rogándole le dispensara su protección; pero la diosa le respondió que la única gracia que le podía hacer era no entregarla en manos de su enemigo. Juno, a quien también halló en uno de sus templos, le dio la misma respuesta en casi iguales términos. 

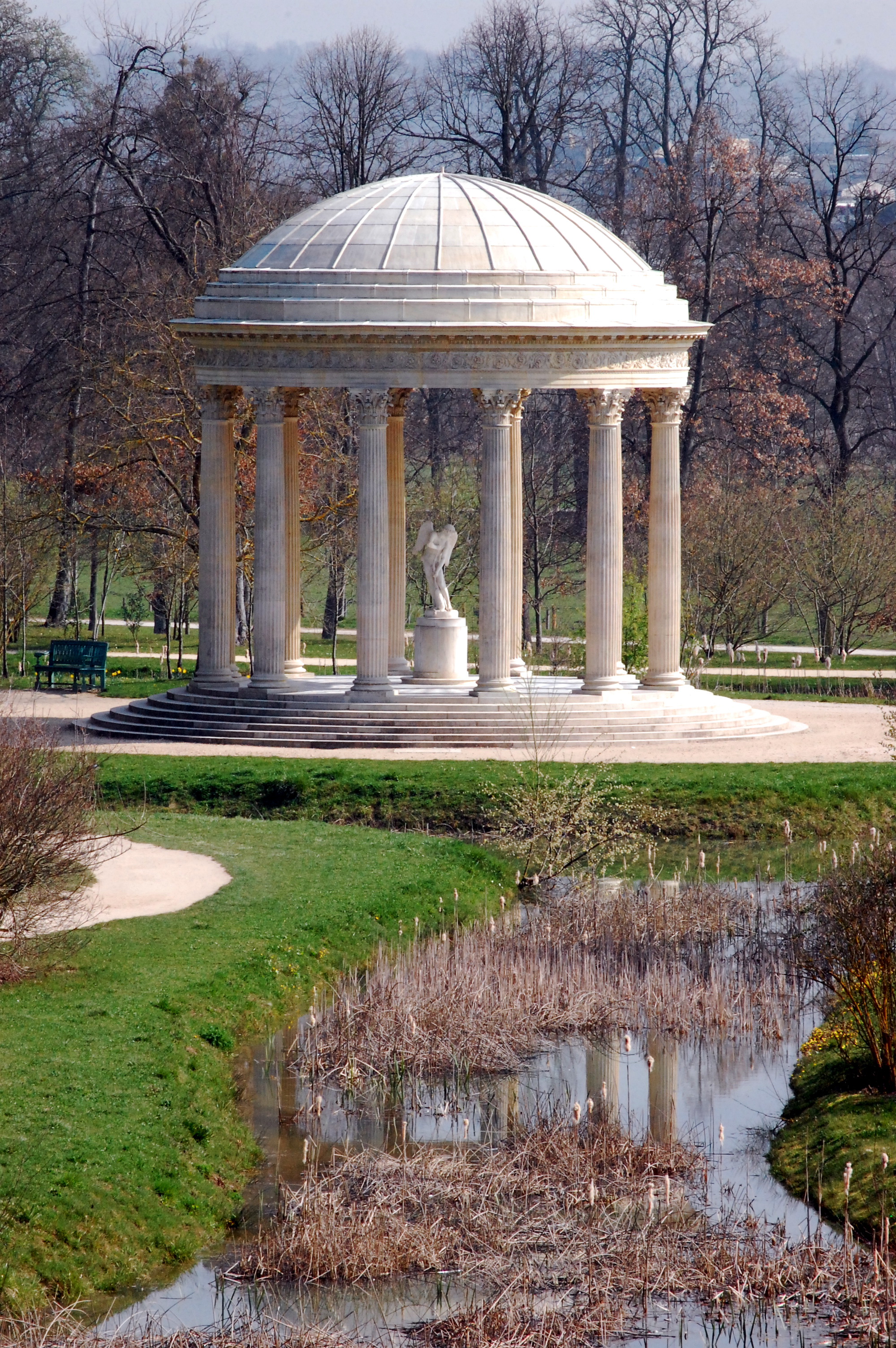
El Templo del Amor, en el Pequeño Trianon (Francia) resguarda en su interior una estatua de Cupido.

Psique decidió ir entonces en busca de Venus, en cuya compañía estaría Cupido. Encuentra, en efecto, a Venus, pero la diosa, indignada, no presta atención a sus súplicas y sube al Olimpo. Ruega entonces a Júpiter que envíe a Mercurio en busca de Psique, que estaba en el templo en ademán suplicante. Cuando Psique es presentada a Venus, la diosa, irritada, le arranca el cabello, le hace trizas la ropa, le da golpes en la cabeza, y habiendo en seguida formado un montón de granos mezclados de trigo, cebada, mijo, adormideras, guisantes, lentejas y habas, le mandó separar todos estos granos antes de que llegara la noche, y la dejó en compañía de la Tristeza y la Solicitud. 
Psique, desolada, permaneció sin articular palabra e inmóvil, pero las oficiosas hormigas separaron los granos y la sacaron del compromiso. Venus la mandó luego a que le llevase una vedija de lana dorada de ciertos carneros que pacían en la margen opuesta de un río en sitios inaccesibles. Psique, en vez de tratar de cumplir la orden, intentó precipitarse a las aguas del río, pero una cañavera, articulando unos sonidos extraños, le enseñó el medio de tomar la vedija, que en seguida llevó a Venus.
Venus, a quien una obediencia tan eficaz no apaciguaba, ordenó entonces a Psique que le llevase una vasija llena de una agua de color negro que corría de una fuente custodiada por dragones. Un águila coge la vasija, la llena de dicha agua y la pone en manos de Psique para que la presente a Venus. Una nueva tarea, más difícil que las anteriores, se le ocurrió entonces a Venus. Como la diosa lamentaba que a causa de la preocupación por su hijo su belleza había menguado, mandó a Psique que descendiera al Inframundo y pidiera a Proserpina un cofre que contuviese algunas de sus gracias.
Psique, creyendo no encontrar otro medio de llegar al reino de Plutón que darse muerte, fue a precipitarse de lo alto de una torre, cuando una voz le dijo que el camino a los infiernos era por el Tenaro, cerca de Lacedemonia, pero que debía ir provista de dos tortas, una en cada mano, y dos monedas, que llevaría en la boca; que hallaría a Caronte, que la pasaría en su barca, dando a este una de las monedas, que él tomaría de su boca. Caronte la pasaría en su barca. Que cuando encontrase al Cancerbero, que guarda la corte de Proserpina, le diese una de las tortas, y que así hallaría a Proserpina, la cual después de acogerla favorablemente, la convidaría a un festín que estaba próxima a dar, pero que debía ser modesta y aceptar solo sentarse en el suelo y comer pan moreno. Por último, la diosa le daría el cofre, que debería cuidar de mantener cerrado. 
Psique cumplió con las indicaciones que la voz le dio, y recibió de Proserpina lo que Venus le pedía. Después que hubo salido de los infiernos, tuvo curiosidad de abrir la caja con el objeto de tomar para sí alguna cosa de la belleza que encerraba, mas solo halló un vapor infernal y soporífero que la hizo caer en tierra, aletargada.

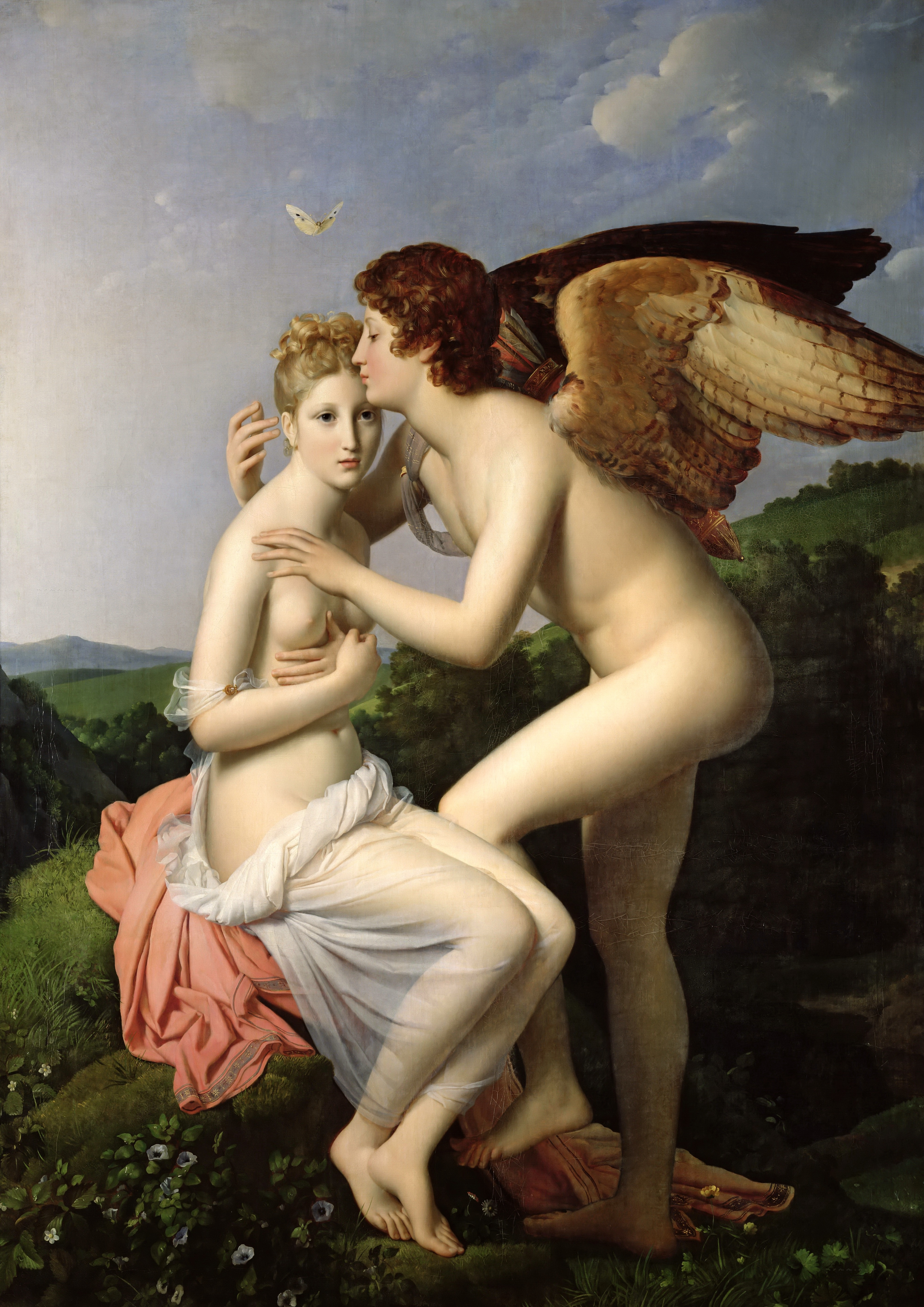
Cupido y Psique, óleo de François Pascal Simon, Barón Gérard, 1798.

No hubiera despertado jamás si Cupido, curado de su despecho, no hubiese escapado del palacio de su madre en busca de su querida Psique. La encontró dormida, la despertó con un beso, volvió el vapor a la caja y le dijo a Psique que la llevara a su madre. Cupido voló hacia el Olimpo, se presentó ante Júpiter, que reunió a los dioses, prometiendo a Cupido que él mismo guardaría a su querida Psique, y que Venus no haría más oposición a su enlace con ella. Previno al mismo tiempo a Mercurio que condujera a Psique al Olimpo.
Psique, admitida entre los dioses, bebió ambrosía y se hizo inmortal. Se preparó el festín nupcial. Hasta la misma Venus tuvo que danzar. Cupido y Psique fueron cubiertos con un velo transparente. Cupido sostenía una paloma, símbolo del amor conyugal. Los dos tenían las manos ligadas con una cadena de perlas. Himeneo los condujo, y en tanto un amorcillo coloca un cesto de frutas en la cabeza de los esposos, otro prepara el lecho. 
Desde ese momento, Psique adquirió alas de mariposa, emblema ordinario del alma entre los antiguos, por lo común replegadas y en forma de concha. Celebradas las bodas, Psique dio a luz pasado poco tiempo a la Voluptuosidad (Voluptas).
El poeta español Juan de Arguijo escribió un soneto sobre la leyenda de Psique y Cupido:

Psique a Cupido

A tu divina frente, oh poderoso
 
niño, una venda con trabajo y arte
 
tejí de oro y colores, donde parte
 
retraté de tu triunfo glorioso.
 

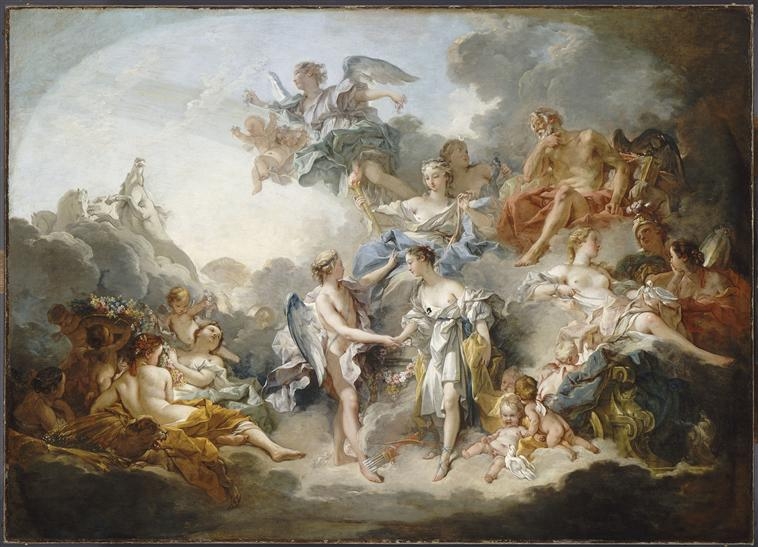
Las bodas de Cupido y Psique, óleo de François Boucher, 1744.

Allí se muestra atado al victorioso
 
carro el gran Febo, que la luz reparte,
 
preso Mercurio, encadenado Marte,
 
y Vulcano con muestras de celoso.
 
Ni se pudo librar con las reales
 
insignias Jove: mal pudiera Psique
 
resistir, si a estos rinde tu fiereza.
 
Agravan mi prisión mayores males,
 
siendo fuerza que a un niño sacrifique
 
mi firme amor, y a un ciego mi belleza.

### Cupido como Ascanio
En el Libro I de la Eneida, el poeta Virgilio cuenta que Venus, buscando que Dido trate bien a Eneas, pide a su hijo Cupido que reemplace a Ascanio y produzca en Dido amor por Eneas:

Pero la Citerea nuevas mañas, nuevos planes urde

en su pecho, para que con la cara y el cuerpo del dulce Ascanio

Cupido se presente y encienda con sus regalos

la pasión de la reina, y meta el fuego en sus huesos. (...)

Así que con estas palabras se dirige al alígero Amor:

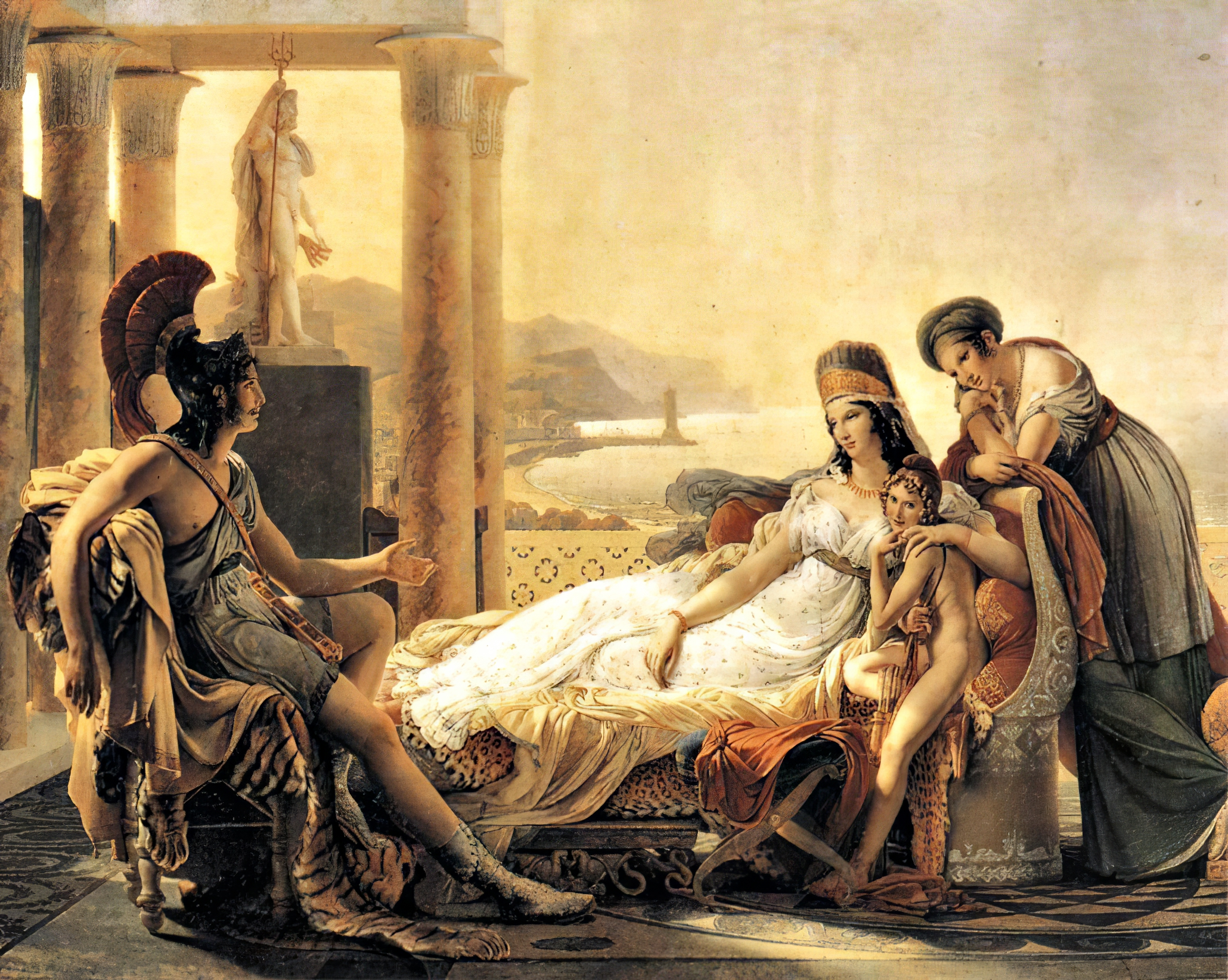
Eneas le cuenta a Dido las desgracias de la ciudad de Troya, mientras ella acaricia a Cupido, que se hace pasar por Ascanio.

«Hijo mío, mi fuerza, mi gran poder, el único

que despreciar puede los dardos tifeos de tu excelso padre,

en ti me refugio y suplicante tu ayuda reclamo.

Que tu hermano Eneas anda en el mar sacudido

por todas las costas a causa del odio de la acerba Juno,

lo sabes muy bien y a menudo de nuestro dolor te doliste.

Ahora lo retiene la fenicia Dido y lo entretiene con blandas

palabras, y me temo a dónde puede conducirle

la hospitalidad de Juno: no dejará pasar ocasión como esta. (...)

Por orden de su querido padre se dispone a acudir a la ciudad

sidonia el niño real, el objeto mayor de mis cuitas,

llevando consigo los presentes rescatados al mar y a las llamas de Troya;

voy a ocultarlo, profundamente dormido, en las cumbres

de Citera o en la sagrada morada de la Idalia,

para que enterarse no pueda de mis engaños o interponerse.

Tú, por no más de una noche, toma su aspecto

con engaño, y, niño, como eres, viste los conocidos rasgos del niño

de modo que, cuando te tome en su regazo felicísima Dido

entre las mesas reales y el licor llieo,

cuando te dé sus abrazos y te llene de dulces besos,

le insufles sin que lo advierta tu fuego y la engañes con tu droga.»

## Epítetos

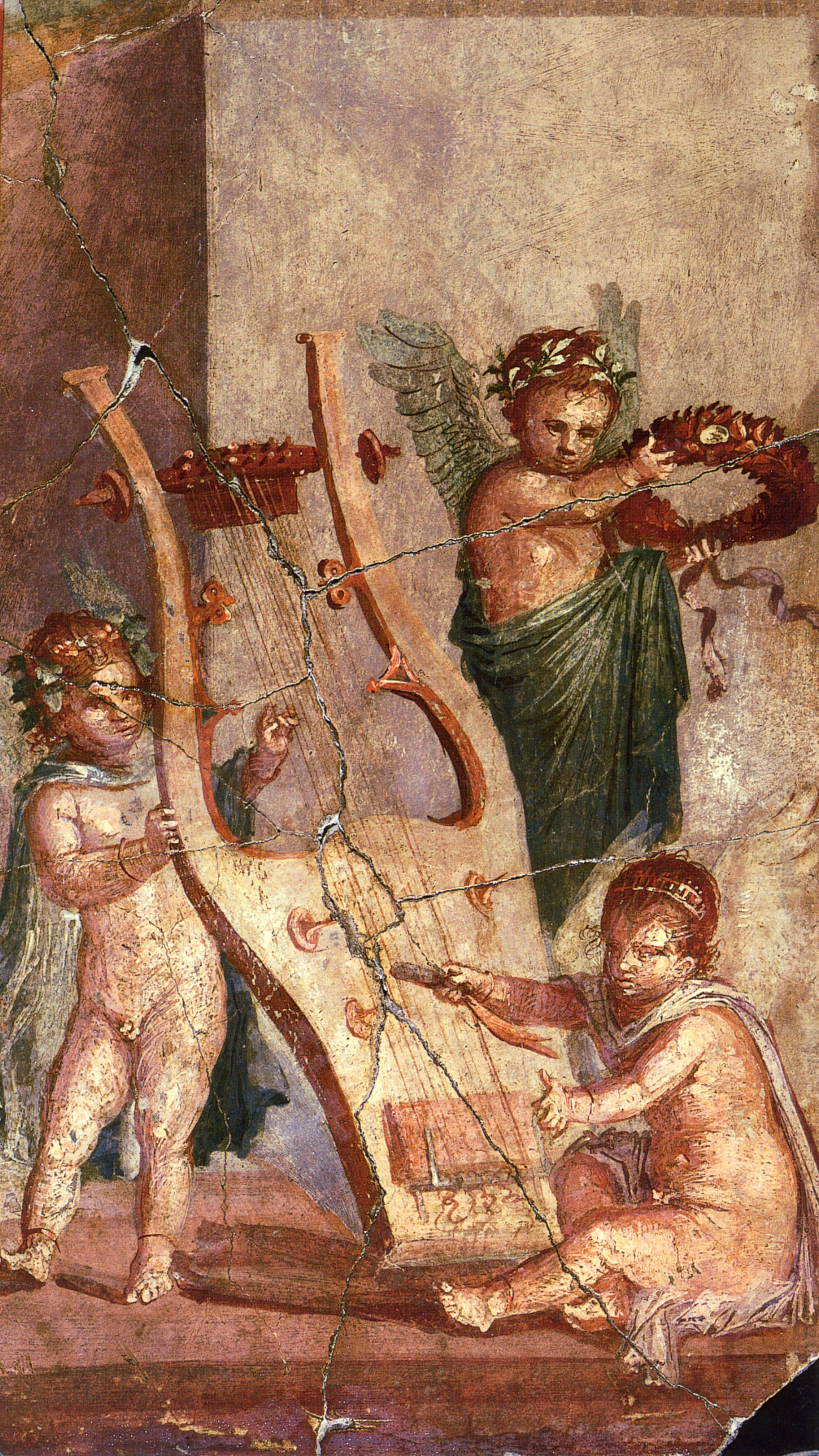
Lira y cupidos. Fresco romano de Herculano.

Cupido (Amor), como otras deidades romanas, tenía algunos epítetos que le eran aplicados para reflejar la diversidad de atributos adscritos a él. Entre sus epítetos se cuentan los siguientes:
- Amphitalés, Magus, Sophista, Tyrannus: porque el amor debe ser recíproco (aunque no siempre lo es).
- Geminus: porque habita en el Cielo y en la Tierra.
- Ommateius Oculeus: porque el amor tiene su origen en el sentido de la vista.
- Pandemos: porque lo domina todo.
- Phaleratus y Toxotes: por llevar carcaj.
- Pothos e Himeros: por el deseo.
- Pteros, Pterotos, Alatus, Aliger, Pennatus: por ser un dios alado.
- Toxalcés: poderoso por su carcaj.
- Typhlós y Caecus: por ser un dios ciego, o cegado.

## Repercusión en la cultura

Representación moderna.

### En el idioma
El nombre de este dios ha pasado como sustantivo común al español para referirse a un hombre enamoradizo y galanteador, así como a la representación de los niños alados armados con arco y flechas, también llamados «amorcillos».
También es conocido como el dios de la vida.

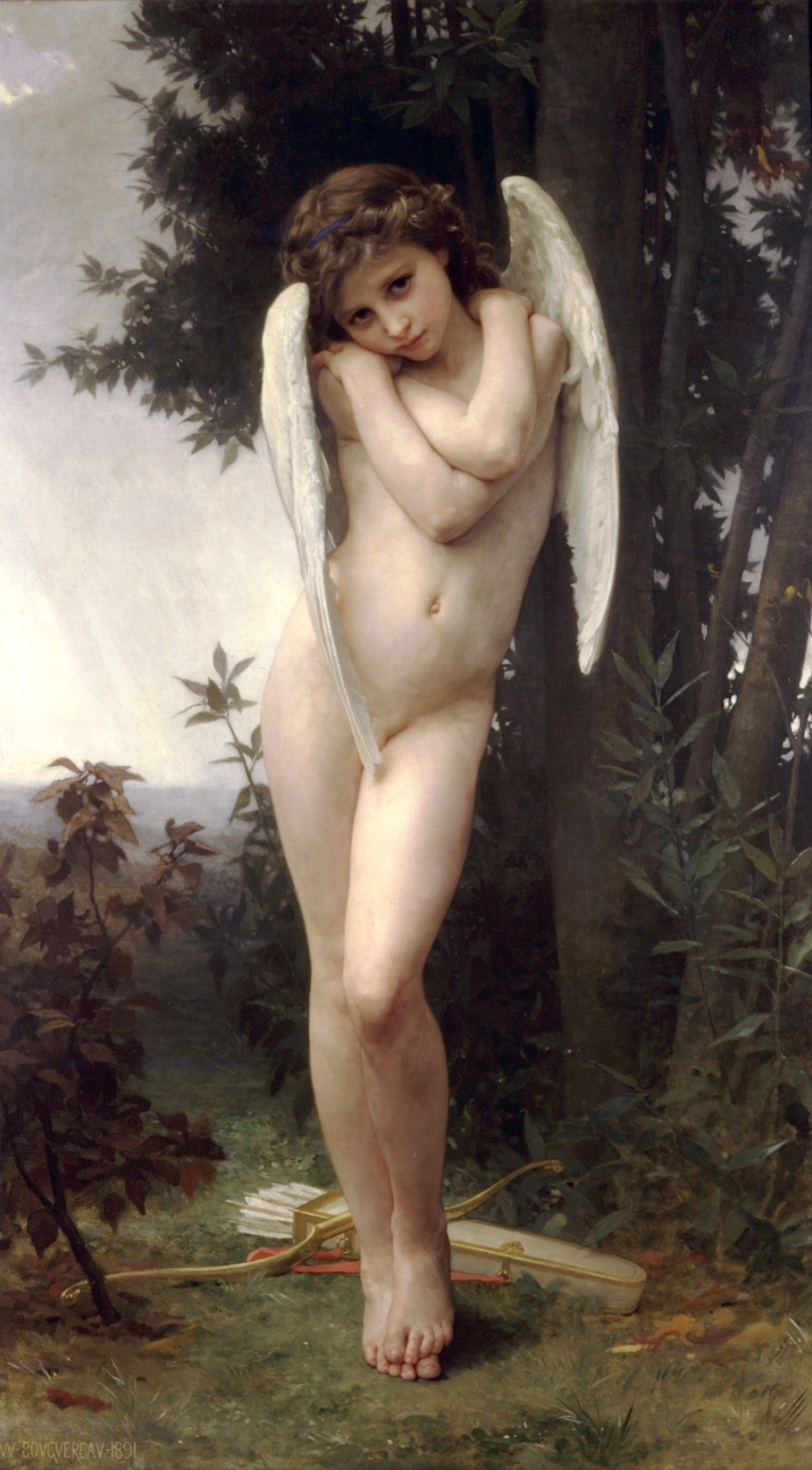
Cupido mojado, William-Adolphe Bouguereau; 1891.

La flecha de Cupido también posee orígenes grecolatinos, y su influencia se hizo notar claramente en la poesía española desde la época medieval, aun sin la aparición del dios Amor. Bajo múltiples nombres (vira, asta, flecha, saeta, tiros, arpón, dardo, espina...), aparece en la literatura medieval, renacentista y posrenacentista con un sentido amoroso que se repite indefinidamente con pocos matices diferentes y mucha retórica. 
De manera temprana en la literatura española, Cupido es mencionado por Alfonso X de Castilla, llamado El sabio:

«Porque te ruego yo por el alma de to padre e por las armas de Cupido, to ermano, e por los omnes buenos que andan conmigo fuyendo por las tierras, e por los dios de Troya de quien tú tras las reliquias.»

El tema de la flecha alcanza un plano más elevado, teñido de toques conceptuales nuevos con dimensión trascendente y expresión paradójica, cuando se desarrolla en versiones a lo divino. De estas, es significativa la narración de Santa Teresa de Jesús en un pasaje del Libro de su vida, en el que cuenta su transverberación en presencia de un Serafín:

«Rápido, hermoso, celestial Cupido,

en la hoguera del Sol la hacha encendiendo,

de dardo breve en oro armó bruñido

la asta, plumas de llama sacudiendo:

dejaba el golpe el corazón herido,

y repetía el golpe, pretendiendo

de codicioso el serafín gallardo

tirarlo para sí, al sacar el dardo.»

Del período barroco también se destacan obras como la comedia Ni amor se libra de amor, escrita sobre el tema de Psique y Cupido por Pedro Calderón de la Barca, así como sus dos autos sacramentales, también sobre el mismo tema, Psiquis y Cupido, para Toledo y para Madrid respectivamente.

En literatura española son múltiples y recurrentes las apariciones de Cupido como personaje destacado y como representación alegórica del Amor. Un ejemplo es el Epigrama CXLVI de León de Arroyal:

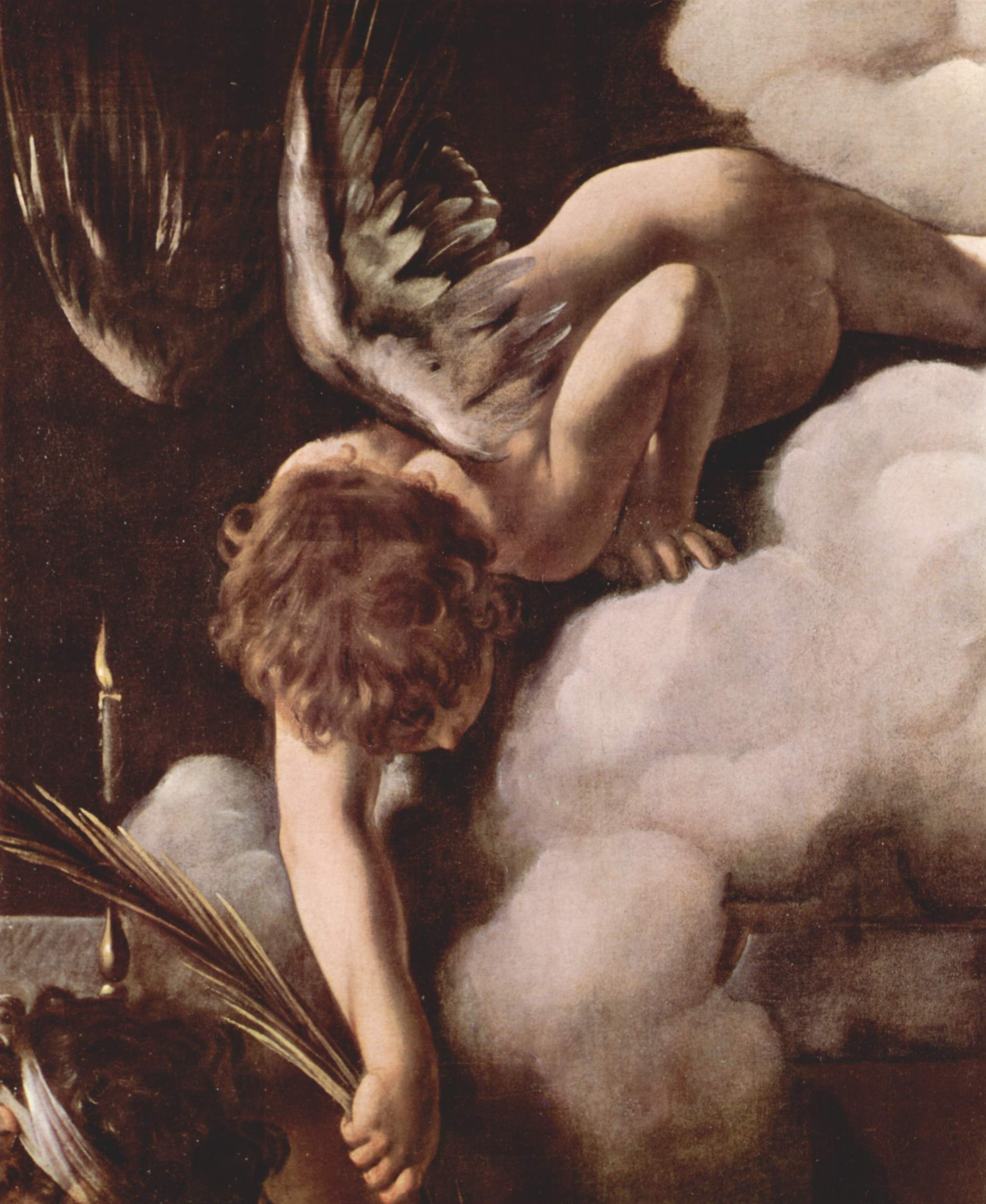
Detalle de El martirio de San Mateo, de Caravaggio. Representación de un putto.

A Cupido

Traspasar mi empedernido

corazón con tus harpones

intentas, rapaz Cupido:

Si me tiraras doblones,

ya lo hubieras conseguido.

### Iconografía
A Cupido se le representa generalmente como a un niño desnudo, alado y armado de arco, flecha y carcaj, con los ojos cubiertos por una venda, que significa lo alejado del razonamiento que se encuentra el amor, y que, mientras dura la pasión, no se ven los defectos del ser amado. William Shakespeare escribió al respecto:

«El amor no ve con los ojos, sino con el alma, y por eso pintan ciego al alado Cupido. Ni en la mente de Amor se ha registrado señal alguna de discernimiento. Alas sin ojos son emblema de imprudente premura, y a causa de ello se dice que el amor es un niño, porque en la elección yerra frecuentemente. Así como se ve a los niños traviesos infringir en los juegos sus juramentos, así el rapaz Amor es perjuro en todas partes.»
Sueño de una noche de verano. Acto I, Escena Primera.

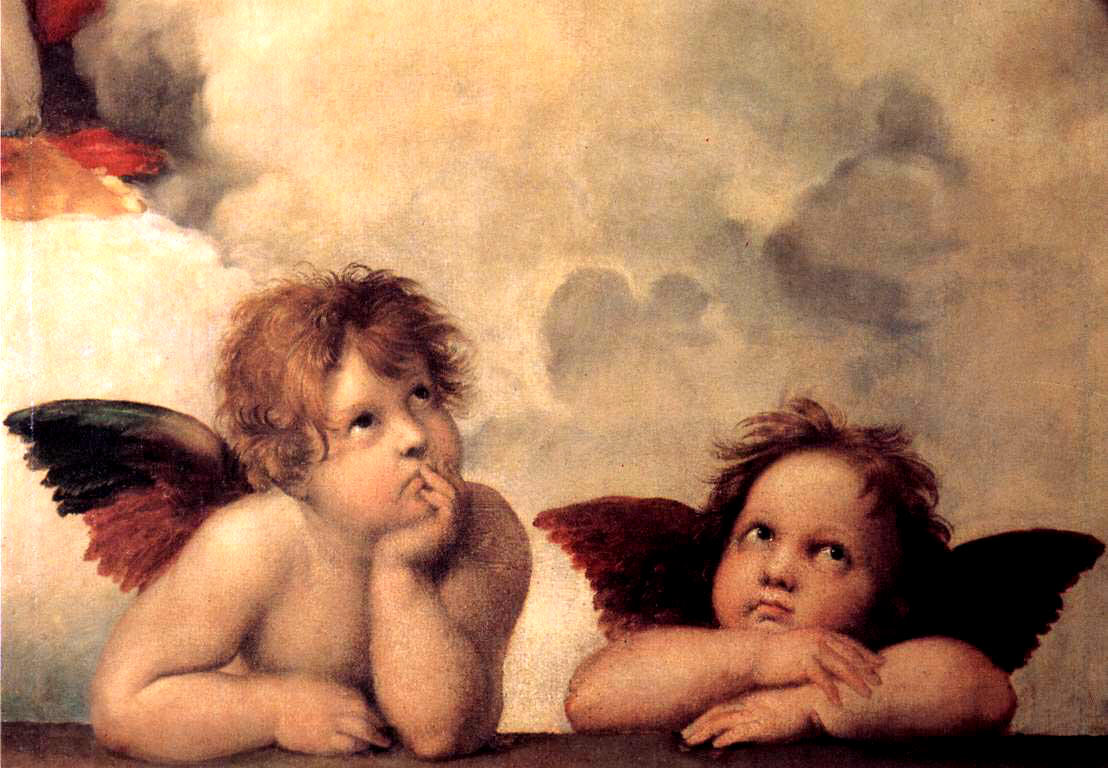
Detalle de la Madonna Sixtina, óleo de Raffaello Sanzio. Esta es tal vez la más conocida e icónica representación de putti.

Algunas veces se le muestra portando una antorcha encendida; también, coronado de rosas, o sosteniendo una rosa en una mano, como emblema de los placeres deliciosos pero fugaces que procura. De la fugacidad de la pasión que Cupido inspira también son símbolo sus alas, que pueden ser doradas o azules.
La figura de Cupido en forma de putto es una imagen recurrente. En el caso del amor romántico, suele representarse con un arco y unas flechas, las cuales, a menudo con los ojos vendados, dispara sobre las personas, produciéndoles así el enamoramiento.
A partir del Renacimiento, la figura de los putti llegó a confundirse con los querubines, confusión que perdura en la actualidad. Tanto los putti como los cupidos y ángeles pueden encontrarse en el arte religioso y secular desde la década de 1420 en Italia, desde finales del siglo XVI en los Países Bajos y Alemania, desde el período manierista y el Renacimiento tardío en Francia, y a lo largo del Barroco en frescos de techos. Los han representado tantos artistas que presentar la lista de estos sería poco útil, aunque entre los más conocidos se encuentran el escultor Donatello y el pintor Rafael; dos putti en actitud curiosa y relajada que aparecen a los pies de su Madonna Sixtina son reproducidos con frecuencia.
Experimentaron una revitalización importante en el siglo XIX, y comenzaron a aparecer retozando en obras de pintores académicos, desde las ilustraciones de Gustave Doré para Orlando Furioso, hasta anuncios.  Actualmente son un motivo muy utilizado como representación del amor en imágenes destinadas a la mercadotecnia; tal es el caso de muchas postales de San Valentín.

## Galería de imágenes

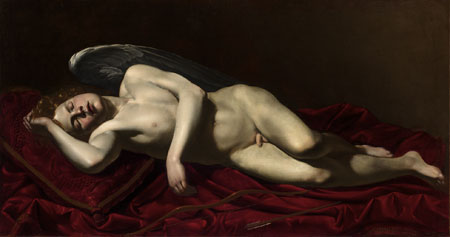
Cupido durmiendo, por Battistello.
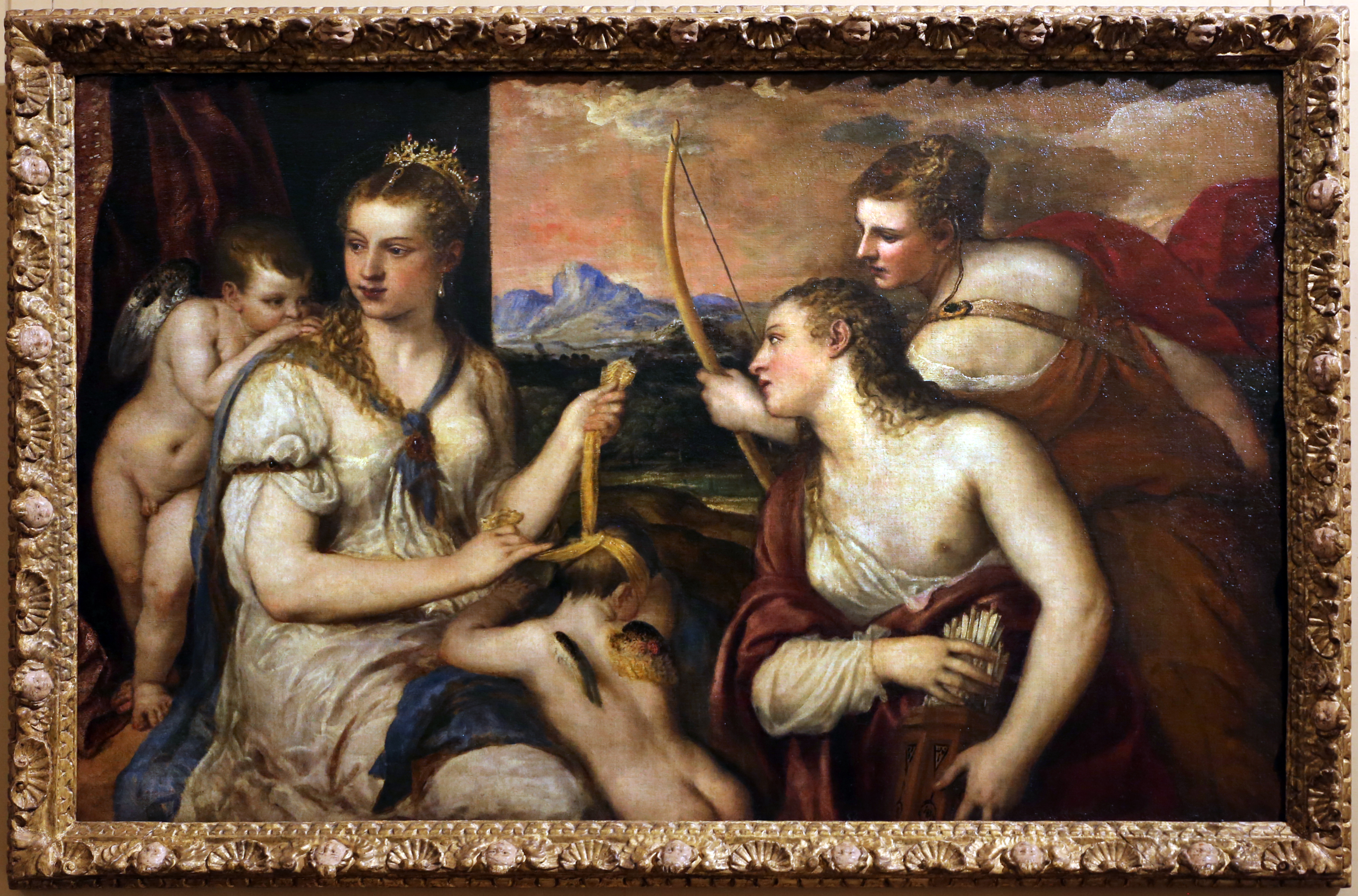
Venus vendando al Amor, por Tiziano (1565).
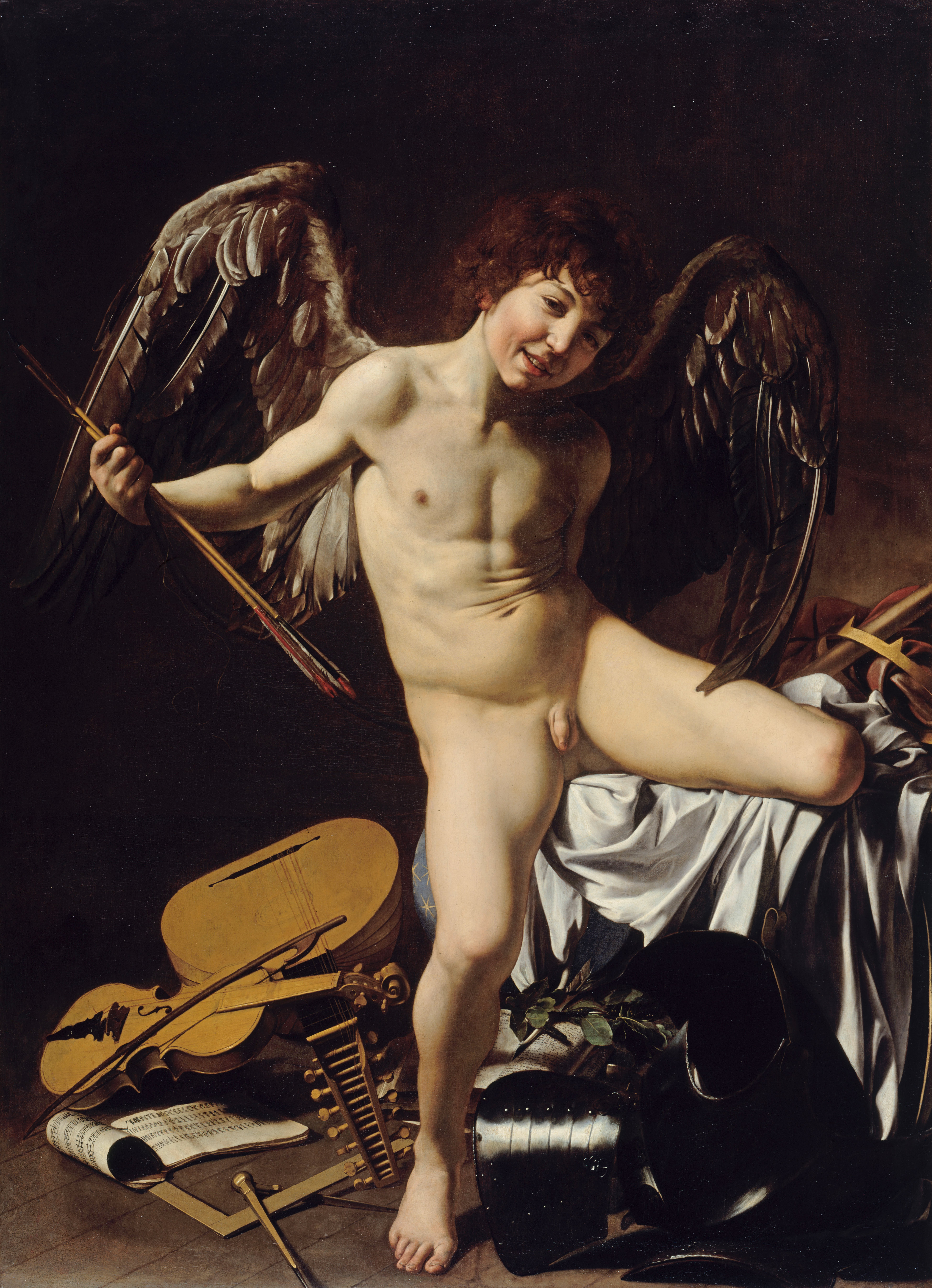
Cupido victorioso, por Caravaggio (1601).
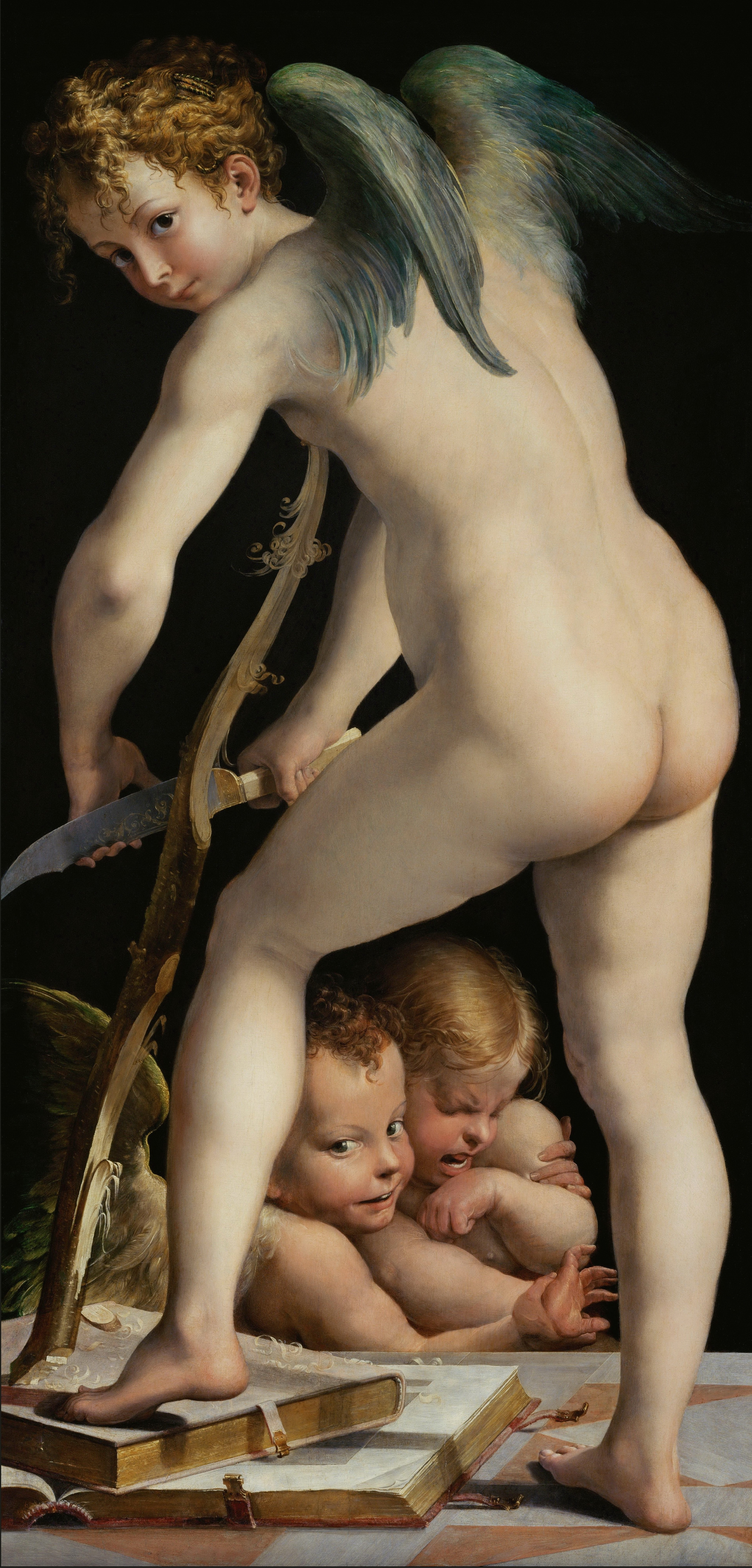
Cupido fabrica su arco, por Parmigianino.
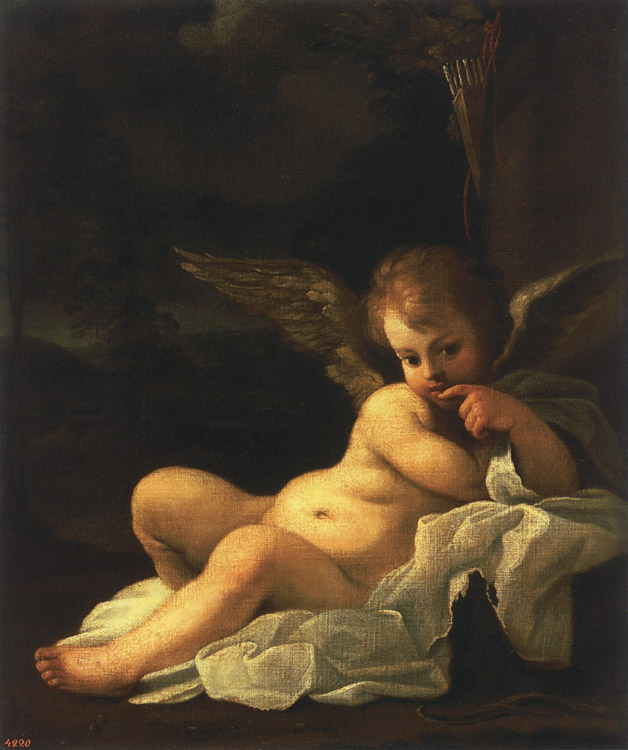
Paisaje con un Cupido, por Schedoni (1610).
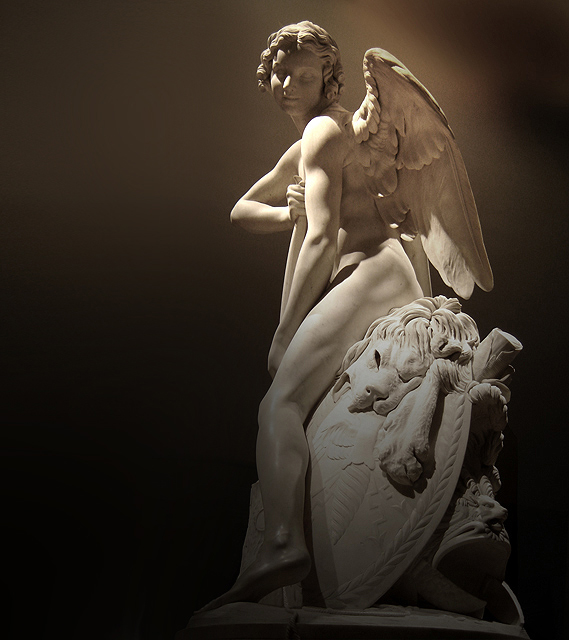
Cupido, por Edmé Bouchardon (1761).
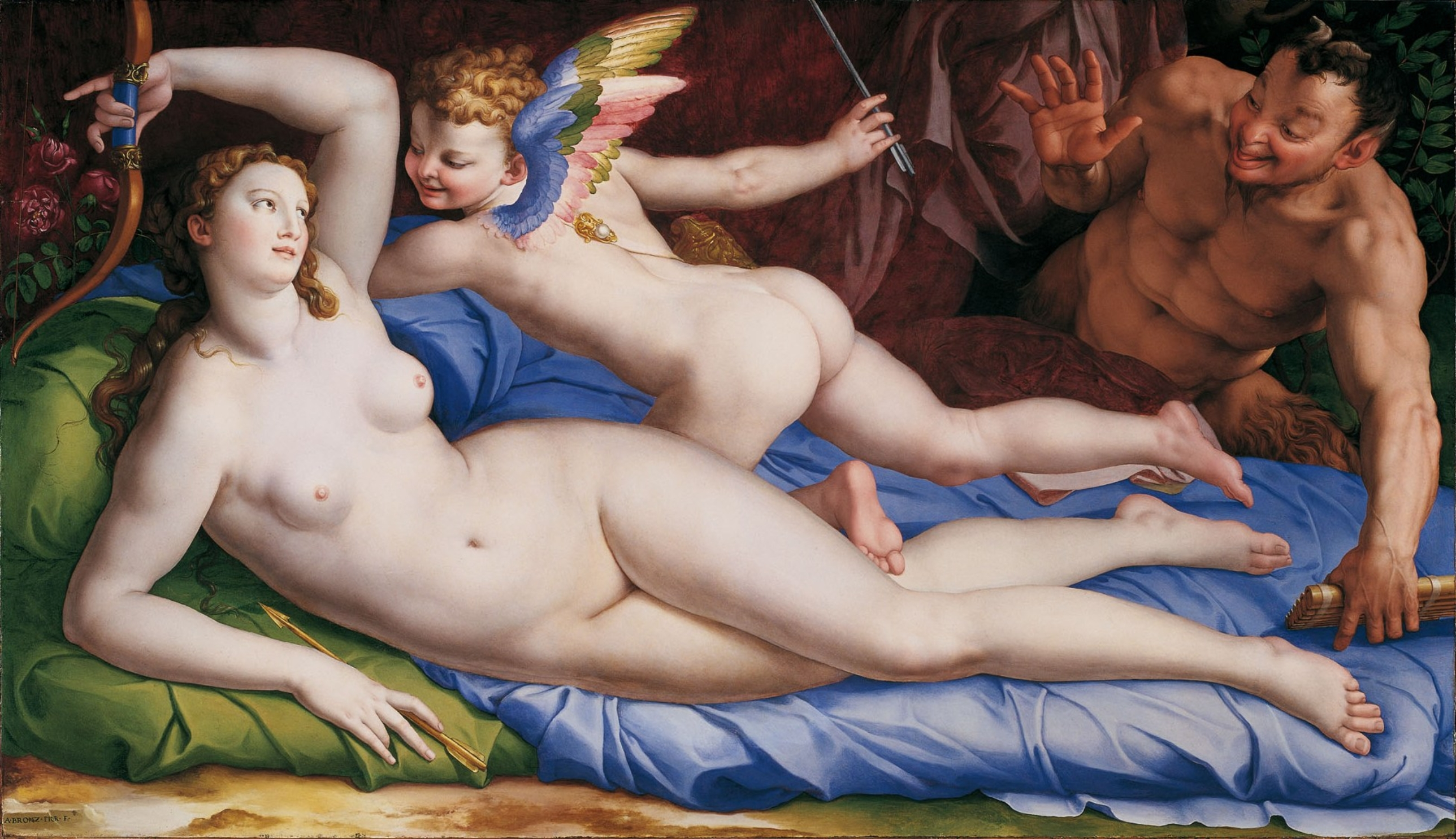
Venus, Cupido y un sátiro, por Angelo Bronzino.
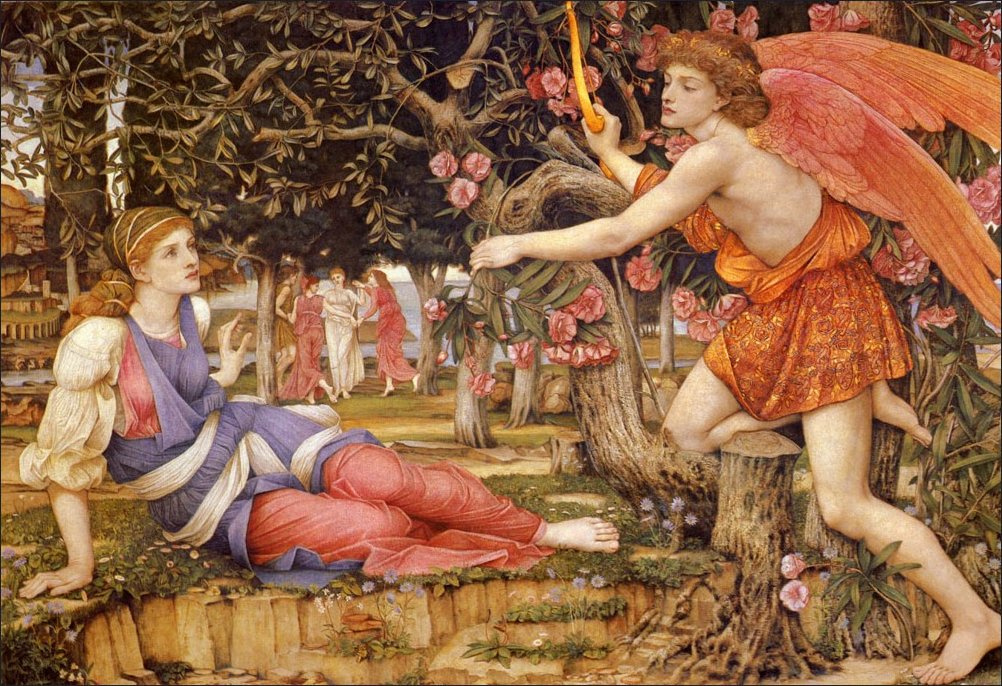
Cupido y la doncella, por John Roddam Spencer Stanhope (1877).
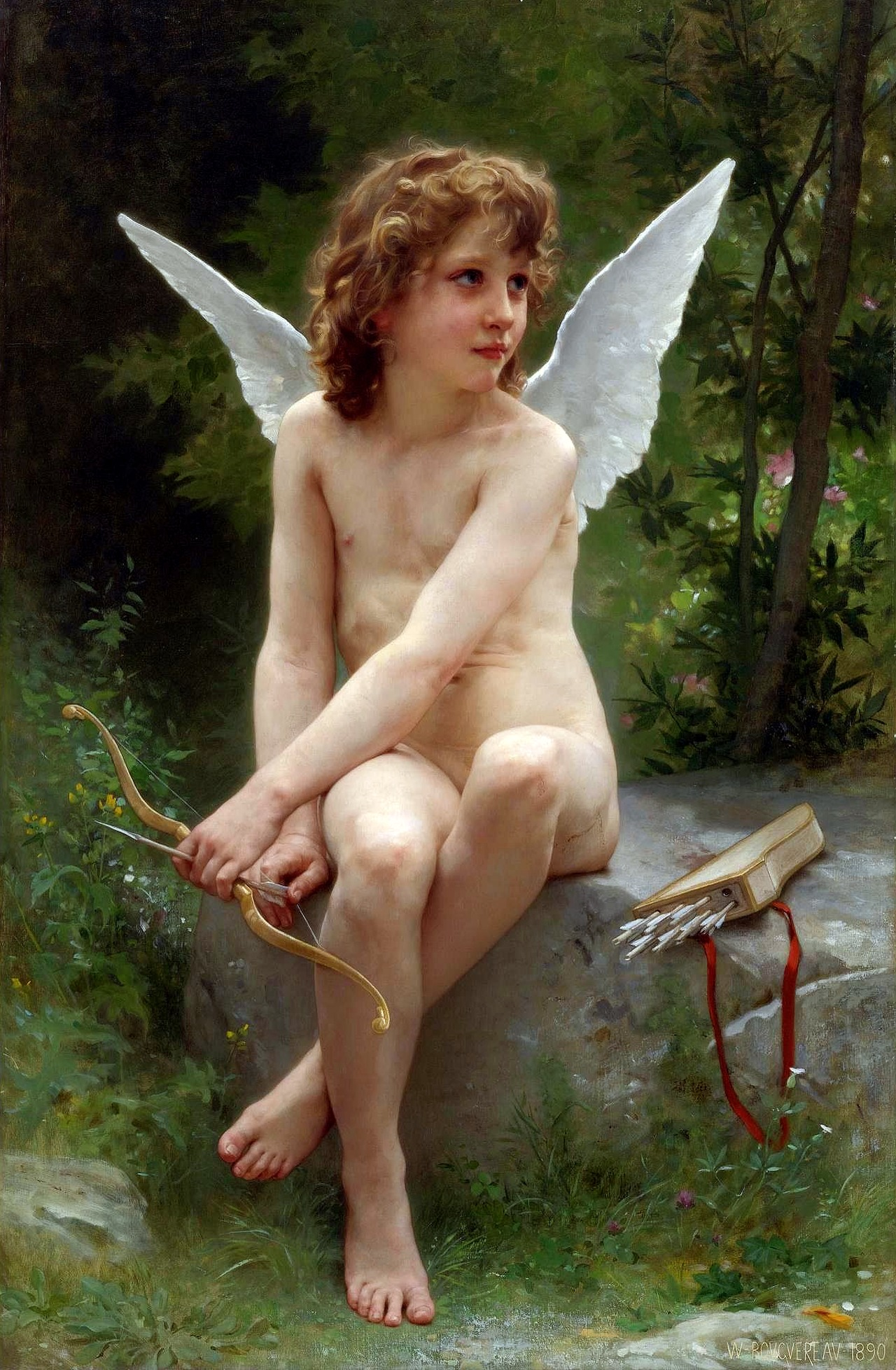
Cupido buscando, por Bouguereau (1890).